# Лох-О
Лох-О (англ. Loch Awe, гэльск. Loch Obha) — пресноводное озеро в области Аргайл-энд-Бьют (Шотландия, Великобритания).
Площадь озера составляет 38,5 км², максимальная глубина — 93 м. Озеро вытянуто с северо-востока на юго-запад. Длина около 41 км, средняя ширина 0,943 км. Это самое длинное пресноводное озеро в Шотландии. С северной стороны к озеру примыкают невысокие горы высотой до 1126 метров (массив Бен-Круахан), с других сторон берега также холмистые и в основном покрытые лесом. В озеро впадает река Орхи и ряд более мелких, сток по реке О на севере озера. В озере водится такие породы рыб как: щука, окунь, форель, атлантический лосось, арктический голец, трёхиглая колюшка, речной угорь, гольян.
В настоящее время является популярным туристическим объектом.